# Albena

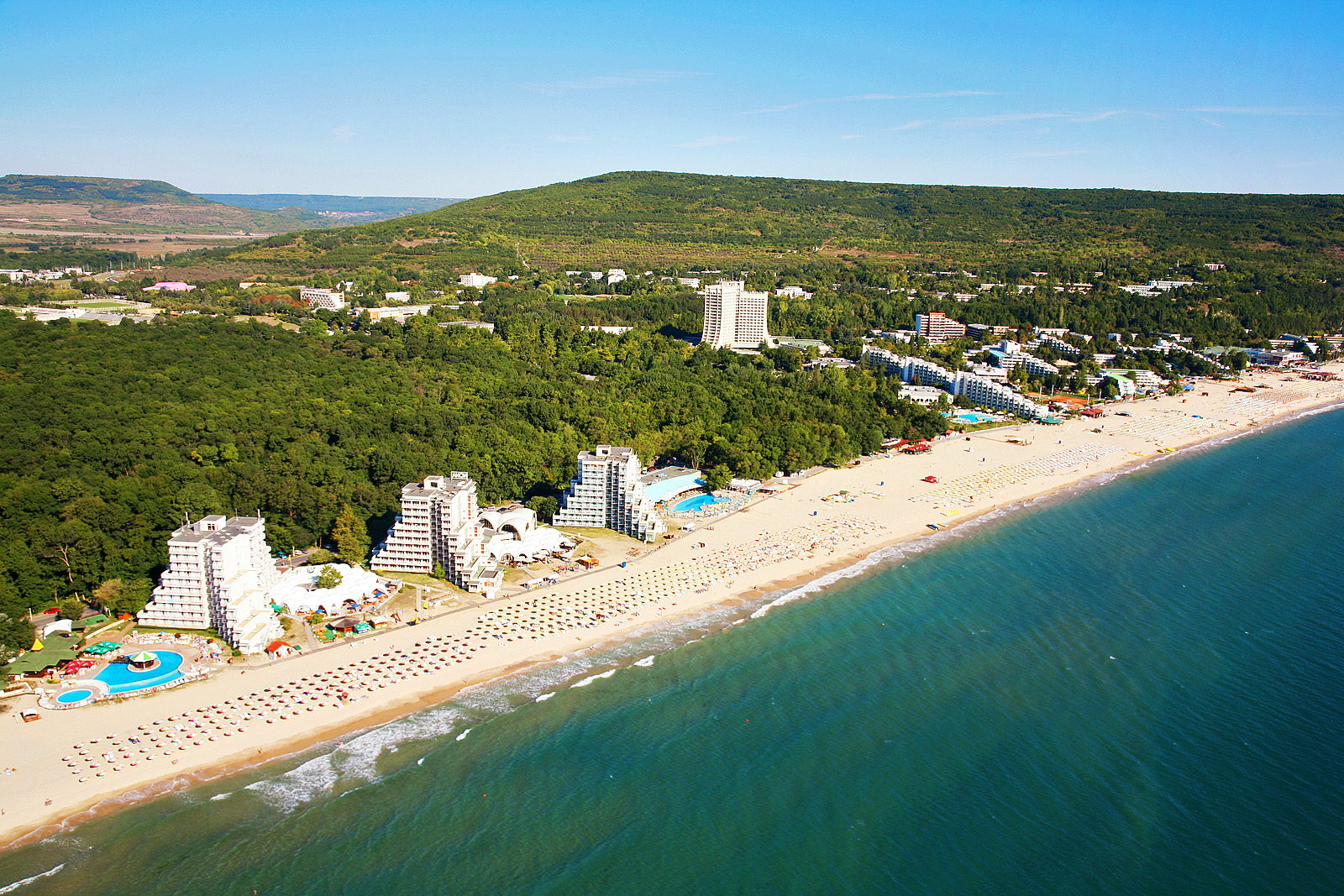
Südlicher Strand von Albena

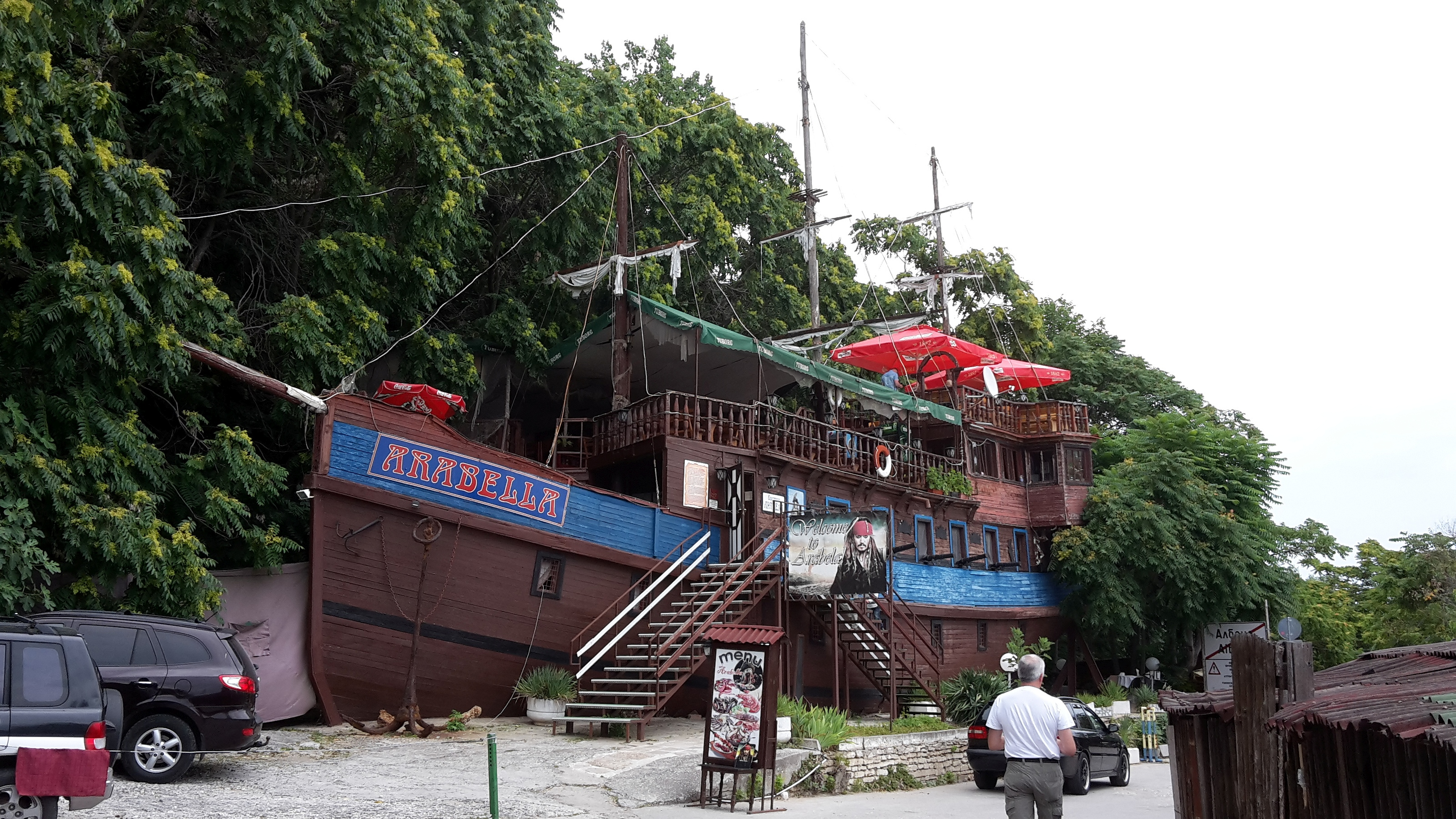
Restaurant „Arabella“

Albena [ɐɫˈbɛnɐ] (bulgarisch Албена) ist eine Hotelstadt an der bulgarischen Schwarzmeerküste, circa 30 Kilometer nördlich von Warna in der Oblast Dobritsch (bulgarisch Област Добрич).
Die Hotelstadt wurde nach einer Mädchenfigur des bulgarischen Schriftstellers Jordan Jowkow benannt und gilt in Bulgarien als kostspieligstes Tourismusprojekt aus sozialistischer Zeit. Die wie ein großes Dreieck aus Straßen konzipierte Siedlung fügt sich in die hügelige Region des waldreichen Bălțata-Gebirges ein. Im August 1969 wurden zunächst neun Hotels und vier Restaurants eröffnet. Heute gibt es in dem Ort 43 Hotels mit 14.900 Betten sowie zahlreiche Restaurants und Geschäfte.
Der Strand ist mehrere Kilometer lang und besteht aus sehr feinem Sand. Überragt wird das Tourismuszentrum vom Hotel Dobrudscha. Das Seebad rühmt sich einer hervorragenden, allerdings stark touristischen Infrastruktur und eines reichhaltigen Freizeit- und Sportangebotes. Beides ist aufgrund der steigenden Zahlen ausländischer Besucher genauso notwendig geworden wie die strengen ökologischen Prinzipien zur Überprüfung von Luft- und Wasserwerten, die hier zum Erhalt der Urlaubsqualität eingeführt wurden.
Die Saison dauert von Mai bis Ende Oktober; die Hauptsaison von Juli bis Mitte August. In den Wintermonaten ist Albena menschenleer.
Die Stadt ist seit 2009 Namensgeber für die Albena-Halbinsel der Brabant-Insel in der Antarktis.

## Sehenswürdigkeiten
Albena besitzt eine kleine Seebrücke, die sich am nördlichen Ortsrand in der Nähe des als Restaurant genutzten historischen Schiffes Arabella befindet. Es handelt sich um einen Dreimaster, der die Seelinie von Burgas nach Warna befuhr und 1971 an Land gezogen wurde. Bei der zuvor erfolgten Restaurierung fanden Teile des ebenfalls ausgemusterten Schiffes „Prinz Kirill“ Verwendung. Am südlichen Ortsrand liegt das Naturschutzgebiet Baltata.